# Colonia marina Giuseppina Saragat
La colonia marina Giuseppina Saragat è un edificio situato in via delle Colonie a Marina di Grosseto, nel comune di Grosseto.

## Storia
La colonia venne realizzata alla fine degli anni cinquanta per conto del Centro Italiano di Solidarietà Sociale (C.I.S.S.) su progetto dell’ingegnere Teseo Cutini.
La sua funzione originaria cessa alla fine degli anni settanta; nei dieci anni successivi è stata utilizzata come abitazione temporanea per sfrattati e per altre funzioni provvisorie. Attualmente è di proprietà privata e versa in condizioni di totale abbandono.
Nelle previsioni del PRG del Comune di Grosseto (art. 96 C3 NTA), il complesso, dato il precario stato delle edificazioni, dovrà essere abbattuto e completamente sostituito con un nuovo corpo di fabbrica ad U, aperto verso la spiaggia, da destinarsi ad uso alberghiero e a centro per convegni e congressi.

## La critica
Nella recente pubblicazione di V. Cutini e U. Pierini è censita tra i pochi episodi di colonie marine del litorale grossetano e come uno degli ultimi esempi di quella tipologia.

## Architettura

### L'esterno
Il complesso, ormai in stato di totale abbandono, copre 1470 m². per un volume di 13060 m³. al centro di una vasta area alberata e recintata di circa 18.400 m²., prospiciente il litorale a Nord dell'abitato di Marina di Grosseto, in una località solo da pochi anni interessata dalla costruzione di servizi turistici.
La facciata Ovest prospetta direttamente sul mare, da cui l'edificio è separato da poche centinaia di metri di spiaggia, mentre sul retro scorre il lungo rettilineo della via delle Colonie. Gli sono contigui altri due complessi sorti come colonie marine, attualmente utilizzati come scuole e conservati in buone condizioni.
Sul lato lungo la via delle Colonie il complesso è identificato da una insegna in bronzo, con la scritta "Istituto per l'infanzia Giuseppina Saragat", montata su tubi in acciaio a loro volta inseriti su un basamento in laterizio a vista.
All'interno della pineta, il complesso si articola in due corpi di fabbrica parallelepipedi, risultanti dalla compenetrazione di più volumi regolari di differenti altezze ed ispirati, nella loro chiarezza volumetrica e nella scansione regolare delle aperture che qualifica i fronti, a modelli razionalisti. I due fabbricati appaiono tra loro disassati e collegati da un percorso coperto pavimentato in travertino e fiancheggiato da esili pilastri a sezione quadrata che sostengono la copertura leggermente inclinata.
Il fabbricato principale, affacciato verso il mare, si eleva su tre piani fuori terra e presenta fronti uniformi, scanditi da file di bucature rettangolari; la facciata prospiciente la spiaggia è conclusa all'estremità Est da un loggiato chiuso da stretti setti murari. Il piano terreno conserva il rivestimento in travertino mentre superiormente il trattamento ad intonaco è quasi del tutto deteriorato, mettendo a nudo la muratura mista in pietrame e laterizio con solai in cemento armato.
Sul fronte tergale, affacciato verso il secondo corpo di fabbrica, si ripete la scansione regolare delle finestrature mentre al piano terreno un profondo androne immette al salone e al vano scala interno.
Dall'androne si diparte anche il percorso coperto di collegamento che si salda al secondo corpo di fabbrica tramite il loggiato esistente sul fronte della costruzione stessa che, rialzato su 7 gradini in travertino, disimpegna gli accessi al vasto salone del piano terra e al vano scale di collegamento interno.
Un secondo accesso al fabbricato si trova lateralmente, preceduto da una breve scalinata e da un piccolo portico. Il fronte tergale del secondo fabbricato, affacciato sulla pineta, mostra ancora una volta file regolari di finestre di maggiori dimensioni e alcune aperture circolari corrispondenti ai servizi igienici.

### Interno
Essendo gli edifici in stato di totale degrado, tutti gli accessi sono stati murati ed è stato quindi impossibile effettuare il sopralluogo interno. Il caseggiato fronte mare è costruito su 3 piani: il pianterreno è formato da un ampio ingresso che collega a 2 servizi igienici, cinque vani adibiti ad aule ( la colonia era ad uso scuola elementare soltanto per i secondi e terzi trimestri delle classi 3a, 4a e 5a ), un soggiorno con vetrata dove si svolgevano prove per eventuali recite; vi è poi una scala a U da cui si raggiungeva il secondo piano. Quest'ultimo era diviso in vari locali di uno molto ampio adibito a camerata/dormitorio con adiacenti da un lato servizi igienici e dall'altro una camera dove alloggiava un'educatrice; questa stanza aveva anche una piccola finestra che dava nel dormitorio dei ragazzi per poterli controllare. Il piano è poi completato da un locale adibito ad infermeria con camera a 2 posti letto. Il terzo piano era simile al secondo, cioè con camerata/dormitorio ecc. con altri locali che venivano usati come aule per il doposcuola.
Il secondo caseggiato è così strutturato: il piano terra è composto di un grande locale adibito a refettorio con adiacenti cucine e locali di servizio più un ampio vano dove ci riuniva per giocare quando pioveva e vi era anche l'unico televisore. Il secondo e il terzo piano erano simili e ospitavano, anche qui, dormitori e servizi.